# ニコライ・ドミトリエヴィチ・クズネツォフ
ニコライ・ドミトリエヴィチ・クズネツォフ (Nikolai Dmitriyevich Kuznetsov) はソビエト連邦の第276国営連邦試験工場 (OKB-276) の主任技師である。OKB-276は現在も存続するN・D・クズネツォフ記念サマーラ科学技術複合の母体であり、1996年に彼を記念して現在の名称に改められた。 

## 経歴
クズネツォフは銅細工職人として就職した後、整備士になった。1930年に学校を卒業すると、彼は整備士として働きながらモスクワ航空大学で勉学に励んだ。 1933年からは航空技術学校の原動機部門で学び、1938年には名誉学位を授与された。 
卒業論文は2基の高速遠心送風機を用いて高度6,000メートルで3,400rpm時に1,500馬力を発揮する4キャブレター式28気筒4列星型エンジンに関するものであった。 
1939年4月にクズネツォフは共産党のアカデミー支部メンバーになり、教員に選出された。1941年4月4日には航空機エンジンの構造的完全性に関する論文を発表した。1942年7月から9月までソ連空軍第6軍の第239戦闘機軍団で上席技師の下で訓練を受けていた際にゲオルギー・マレンコフに出会うと、マレンコフにその能力を賞賛され、ウファ航空工場の技師の職を得た。 
ここでクズネツォフは1943年から1949年まで最初はウラジーミル・クリーモフの下で、後には主任設計者として働いた。1949年にはクイビシェフ (現在のサマーラ) のソ連航空産業省第2国営連邦試験工場に転勤となり、ロケット設計者であるセルゲイ・コロリョフと共に仕事をした。 

## 貢献
第二次世界大戦後、ドイツのタービン技術者がガスタービンの実機とともにソ連に連行された。このとき、すでに実用化されていたユモ 004とBMW 003に加え、計画中だったユモ 022の設計書ももたらされた。 
1949年に第2国営連邦試験工場に着任したクズネツォフはジェットエンジンの主任設計者に任命され、ドイツ人技術者の協力のもとターボプロップエンジンの開発に着手した。
開発は非常に成功し、1955年に完成した。新型エンジンクズネツォフ NK-12は優れた性能を発揮し、その後の改良により出力は11,000kWまで増加した。NK-12は世界最速のプロペラ機であるTu-95戦略爆撃機の他、An-22戦略輸送機やA-90 オルリョーノク地面効果翼機に採用された。 
1954年にはアフターバーナーを導入したクズネツォフ NK-6の開発に着手したが、完成しなかった。 
1957年には航空エンジン開発における貢献に対し、社会主義労働英雄の称号を授与された。 
1959年からは有人月面探査用ロケットN-1のエンジン開発にも携わった。開発したNK-15とNK-15V は後にNK-33とNK-43に発展した。設計そのものは非常に優れており、今日までに設計された液体燃料ロケットエンジンの中で最高の推力重量比を達成したが、開発途中に生じた問題が改善される前に、N1ロケット計画が中止されてしまった。NK-15をベースとしたRD-180エンジンがアトラスVロケットに採用されており、RKKエネルギアがユナイテッド・ローンチ・アライアンスとの契約に基づいて製造・供給している。 
1960年代には世界初の超音速輸送機Tu-144のためにクズネツォフ NK-144ターボファンエンジンを開発したが、効率が低かったためにコレゾフ RD-36-51ターボジェットエンジンに代替された。 
これらの設計経験を元に、Tu-144を発展・強化したTu-160超音速重爆撃機用のNK-32エンジンが開発された。 
1980年代後半には、バイパス比17:1の超高バイパス比低燃費ターボファンエンジン、クズネツォフ NK-93の開発に着手した。しかし、ギアユニットの信頼性や全体のサイズおよび重量の問題の解決に手間取り、2009年に資金難のため開発が中止された。 
クズネツォフは1995年7月30日に84歳で亡くなった。

## 栄典
- 社会主義労働英雄  (2回)
- クイビシェフ名誉市民 (1982年)